# Меморіал Гранаткіна
Меморіал Гранаткіна (офіційна назва — Міжнародний турнір юнацьких команд з футболу пам'яті першого віце-президента ФІФА В. А. Гранаткіна) — щорічний січневий турнір юнацьких національних команд з футболу пам'яті Валентина Гранаткіна — відомого радянського футболіста і функціонера, що був у 1946—1950 роках віце-президентом, а в 1955—1979 першим віце-президентом ФІФА. Турнір був організований 1981 року в Москві за ініціативою президента ФІФА Жоао Авеланжа через рік і два місяці після смерті Гранаткіна. У змаганні брали участь 6 команд — дві збірні СРСР і 4 зарубіжні збірні. З 1983 року турнір став приймати Ленінград, у 1993—2000 роках турнір не проводився. Меморіал відродився 2002 року. Розіграші 2004 і 2005 років пройшли в Москві, інші — у Санкт-Петербурзі. У змаганні беруть участь вісім команд, які в двох групах грають за коловою системою, а потім за кубковою системою визначають місця з першого по восьме. У різні роки в турнірі грали відомі згодом футболісти Андреас Меллер, Олівер Біргофф, Карстен Янкер, Марсель Десаї, Ігор Коливанов, Олександр Мостовий та інші.

## Призери Меморіалу
| № турніру | Дата проведення          | Місце проведення | Переможець | Другий призер   | Третій призер   |
| --------- | ------------------------ | ---------------- | ---------- | --------------- | --------------- |
| I         | 4-12 січня 1981          | Москва           | ФРН        | СРСР-1          | Іспанія         |
| II        | 6-14 січня 1982          | Москва           | СРСР-1     | Бразилія        | СРСР-2          |
| III       | 6-14 січня 1983          | Ленінград        | СРСР-1     | Франція         | Чехословаччина  |
| IV        | 4-12 січня 1984          | Ленінград        | ФРН        | СРСР-1          | Бельгія         |
| V         | 14-22 січня 1985         | Ленінград        | СРСР-1     | Франція         | СРСР-2          |
| VI        | 10-18 січня 1986         | Ленінград        | СРСР-1     | ФРН             | Франція         |
| VII       | 7-15 січня 1987          | Ленінград        | СРСР-1     | СРСР-2          | Франція         |
| VIII      | 7-15 січня 1988          | Москва           | СРСР-1     | Китай           | СРСР-2          |
| IX        | 11-19 січня 1989         | Ленінград        | СРСР-1     | Бельгія         | СРСР-2          |
| X         | 11-19 січня 1990         | Ленінград        | СРСР-1     | Китай           | ФРН             |
| XI        | 11-19 січня 1991         | Ленінград        | СРСР-2     | СРСР-1          | Китай           |
| XII       | 11-17 січня 1992         | Санкт-Петербург  | Німеччина  | СНД-1           | Китай           |
| XIII      | 4-12 січня 2001          | Санкт-Петербург  | Росія      | Китай           | Іран            |
| XIV       | 4-12 січня 2002          | Санкт-Петербург  | Росія      | Литва           | Україна         |
| XV        | 4-12 січня 2003          | Санкт-Петербург  | Корея      | Китай           | Білорусь        |
| XVI       | 17-24 січня 2004         | Москва           | Росія      | Польща          | Білорусь        |
| XVII      | 15-22 січня 2005         | Москва           | Росія      | Україна         | Білорусь        |
| XVIII     | 28 січня - 5 лютого 2006 | Санкт-Петербург  | Німеччина  | Словаччина      | Росія           |
| XIX       | 6-14 січня 2007          | Санкт-Петербург  | Білорусь   | Туреччина       | Росія           |
| ХХ        | 5-13 січня 2008          | Санкт-Петербург  | Росія      | Білорусь        | Україна         |
| XXI       | 5-11 січня 2009          | Санкт-Петербург  | Росія      | Туреччина       | Україна         |
| XXII      | 4-10 січня 2010          | Санкт-Петербург  | Росія      | Україна         | Туреччина       |
| XXIII     | 3-9 січня 2011           | Санкт-Петербург  | Фінляндія  | Китай           | Україна         |
| XXIV      | 4-10 січня 2012          | Санкт-Петербург  | Італія     | Фінляндія       | Туреччина       |
| XXV       | 5-13 січня 2013          | Санкт-Петербург  | Росія      | Санкт-Петербург | Україна         |
| XXVI      | 3-12 січня 2014          | Санкт-Петербург  | Японія     | Росія           | Словаччина      |
| XXVII     | 3-11 січня 2015          | Санкт-Петербург  | Росія      | Південна Корея  | Словенія        |
| XXVIII    | 3-12 січня 2016          | Санкт-Петербург  | Словенія   | Санкт-Петербург | Росія           |
| XXIX      | 8-21 січня 2017          | Санкт-Петербург  | Росія      | Казахстан       | Санкт-Петербург |

Переможці:
1. Росія — 19 (включаючи СРСР — 9).
2. Німеччина (ФРН) — 4.
3. Південна Корея, Білорусь, Фінляндія, Італія, Японія, Словенія — по 1.